# Amoco Cadiz
48°36′00″ пн. ш. 4°46′00″ зх. д. / 48.6° пн. ш. 4.76666667° зх. д.
Amoco Cadiz — нафтовий танкер, що належав Amoco Transport Corp і транспортував сиру нафту для Shell Oil. Працюючи під прапором Ліберії, він сів на мілину 16 березня 1978 року на скелях Плудальмезо, за 2 км (1,2 милі) від узбережжя Бретані, Франція. Зрештою він розколовся на три частини й затонув, що призвело до найбільшого розливу нафти такого роду в історії на той час.

## Перебіг аварії
Амоко Кадіс», наповнений 1 604 500 барелями (219 797 тоннами) легкої нафти з порту Рас-Таннура (Саудівська Аравія) та острова Харк (Іран) прямував до Роттердама (Голландія). При вході в протоку Ла-Манш на судні сталася серйозна аварія керма, і корабель втратив керування. З «Амоко Кадіса» було зроблено запит на допомогу. Найближче відповідне рятувальне судно — західнонімецький буксир «Пасифік» — знаходилося дуже близько, у французькому порту Брест.
Капітан «Пасифіка» спочатку вирішив зв'язатися радіо зі своїм начальством — рятувальною компанією, від якої хотів отримати дозвіл та інструкції. Коли з Гамбурга прийшла відповідь, у Ла-Манші вже вирував шторм, а танкер почало зносити до берега. Єдиний якір не тримав. Користуючись безвихідним становищем танкера та керуючись отриманими інструкціями, капітан «Пасифіка» ще до початку буксирування вимагав за порятунок велику суму. Протягом трьох годин у штормовому морі йшов торг між капітанами рятуваного та рятувального суден, а тим часом танкер дедалі ближче підносило до берега. Нарешті, коли сторони дійшли згоди і «Пасифіку» було обіцяно два мільйони доларів, буксир потягнув «Амоко Кадіс» у відкрите море, але на четвертій хвилині урвався буксирний трос. Для того, щоб завести новий в умовах десятибального шторму, знадобилося ще три години, але й цей трос не витримав.
Близько 10-ї вечора 16 березня некерований танкер сів на камені, що пробили підводну частину, вода затопила машинне відділення. Віддаленість місця катастрофи від портів і шторм, що тривав, сильно ускладнювали рятувальні роботи. Тим не менше, о другій годині ночі французьким вертолітникам вдалося зняти з корабля, що гинув, усіх членів екіпажу. На світанку 17 березня танкер розламався, і в море полилася нафта.